# NGC 2476
NGC 2476 est une galaxie elliptique située dans la constellation du Lynx. NGC 2476 a été découverte par l'astronome français Édouard Stephan en 1878.

## Caractéristiques
Sa vitesse par rapport au fond diffus cosmologique est de 3 886 ± 21 km/s, ce qui correspond à une distance de Hubble de 57,3 ± 4,0 Mpc (∼187 millions d'al).
À ce jour, une mesure non basée sur le décalage vers le rouge (redshift) donne une distance d'environ 61,400 Mpc (∼200 millions d'al). Cette valeur est de justesse à l'extérieur des valeurs de la distance de Hubble. Notons que c'est avec la valeur moyenne des mesures indépendantes, lorsqu'elles existent, que la base de données NASA/IPAC calcule le diamètre d'une galaxie et qu'en conséquence le diamètre de NGC 2476 pourrait être d'environ 26,1 kpc (∼85 100 al) si on utilisait la distance de Hubble pour le calculer.

## Groupe de NGC 2415
NGC 2476 fait partie d'un groupe de galaxies d'au moins 9 membres, le groupe de NGC 2415. Outre NGC 2476 et NGC 2415, les autres du groupe sont NGC 2444, NGC 2445, NGC 2493, NGC 2524, NGC 2528, UGC 3937 et UGC 3944.